# Сухово-Кобылин, Александр Васильевич
Алекса́ндр Васи́льевич Сухово́-Кобы́лин (17 [29] сентября 1817, Москва, Российская империя — 11 [24] марта 1903, Больё-сюр-Мер, Третья Французская республика) — русский писатель

, один из самых оригинальных драматургов русского реализма, философ

 и переводчик. Почётный академик Петербургской Академии наук (1902).

## Биография
Родился в богатой дворянской семье в селе Воскресенское (Поповка) Подольского уезда Московской губернии (ныне — поселок Птичное, Троицкий административный округ города Москвы). Крещен 23 сентября 1817 года в церкви Харитоновской в Огородниках при восприемстве А. З. Дурасова, бабушки Е. П. Шепелевой, дяди А. А. Сухово-Кобылина и тетки С. И. Шепелевой.
В 1834 году в шестнадцатилетнем возрасте поступил на физико-математическое отделение философского факультета Московского университета. Изучал естественные науки и философию, в которой потом совершенствовался в Гейдельберге и Берлине. Получил золотую и серебряную медали за предоставленные на конкурс сочинения (одно математическое: «О равновесии гибкой линии с приложением к цепным мостам», другое — гуманитарного характера).
В доме отца, ветерана войны 1812 года, постоянно бывали молодые профессора Московского университета — Надеждин, Погодин, Максимович, Морошкин и другие, дававшие уроки его сестре, известной впоследствии писательнице Евгении Тур (графиня Салиас-де-Турнемир).
Много путешествовал и во время пребывания в Париже свёл роковое для него знакомство с Луизой Симон-Деманш, ставшей его любовницей. Несчастным стечением обстоятельств он был вовлечён в дело об убийстве Деманш, семь лет находился под следствием и судом, дважды арестовывался. Корыстолюбие судебных и полицейских властей, почуявших, что тут можно хорошо поживиться, привело к тому, что и сам Сухово-Кобылин, и пятеро его крепостных, у которых пыткою вырвали сознание в мнимом совершении преступления, были близки к каторге. Только отсутствие каких-либо доказательств, огромные связи и огромные деньги освободили молодого помещика и его слуг от наказания. «Не будь у меня связей да денег, давно бы я гнил где-нибудь в Сибири», — уже по закрытии дела говорил Сухово-Кобылин. Светская молва продолжала, однако, приписывать ему преступление. Вопрос о причастности драматурга к этому убийству остаётся предметом споров между его биографами, однако предпочтительной представляется версия о его невиновности.
Сидя в тюрьме, он от скуки и чтобы немного отвлечься от мрачных мыслей создал свою первую и самую популярную пьесу. «Свадьба Кречинского», написанная в 1850—1854 годах, возбудила всеобщий восторг при чтении в московских литературных кружках, в 1856 году была поставлена на сцену в бенефис Шумского в Малом театре и стала одной из самых репертуарных пьес русского театра. Все три пьесы трилогии («Свадьба Кречинского», «Дело», «Смерть Тарелкина») изданы в 1869 году под заглавием: «Картины прошедшего».
В 1871 году Сухово-Кобылин по совету К. Д. Ушинского устроил в своём имении Новое Мологского уезда Ярославской губернии, куда он часто приезжал, учительскую семинарию, существовавшую до 1914 года и выпустившую сотни учителей. После пожара семинария была переведена в Углич (ныне это Угличский педагогический колледж). В Новом сохранились дом и парк усадьбы Сухово-Кобылина.

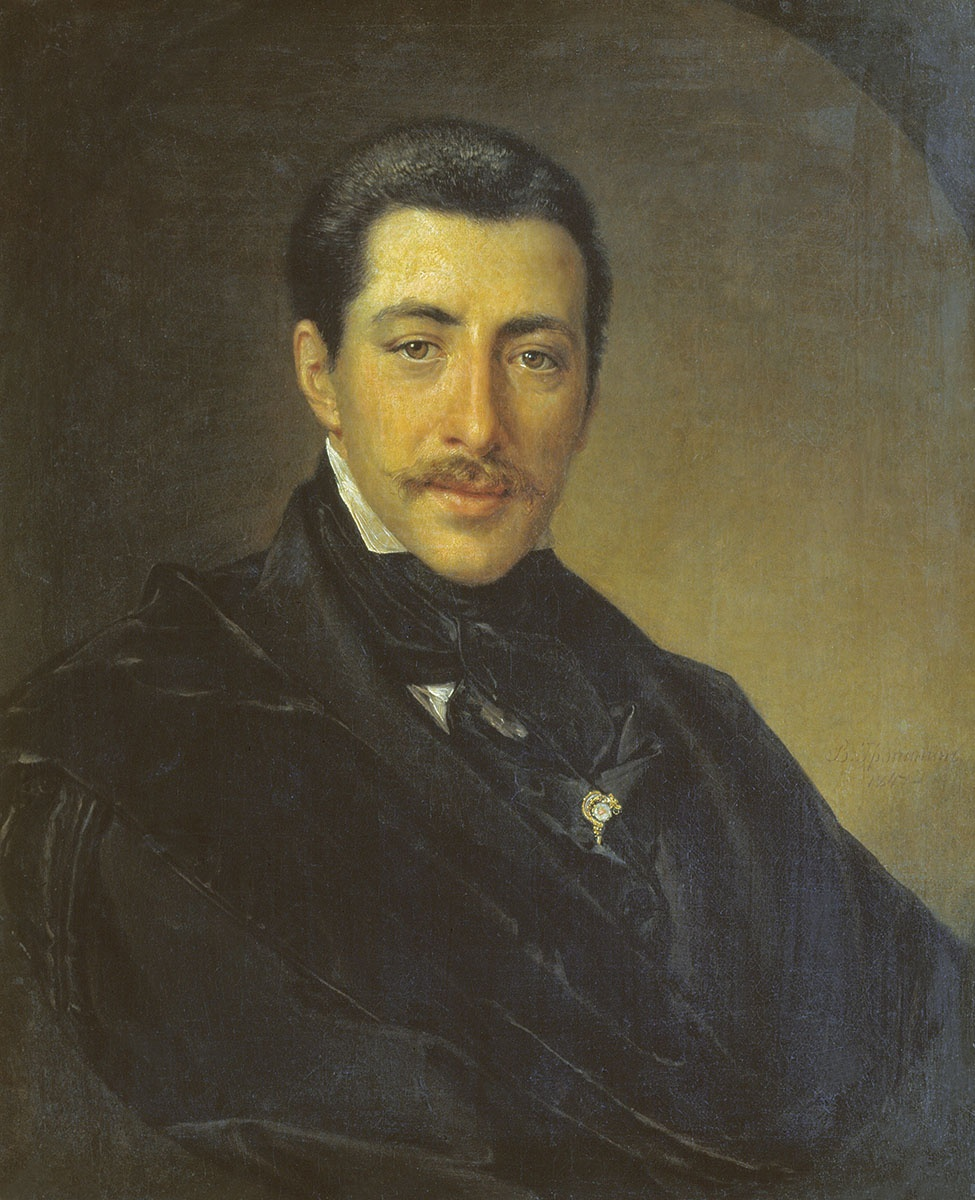
А. В. Сухово-Кобылин. Портрет работы В. А. Тропинина. 1847 г.

Значительная часть философско-мистических рукописей престарелого Сухово-Кобылина была уничтожена пожаром в ночь на 19 декабря 1899 года в родовой усадьбе Кобылинка (ныне Кобылинский хутор Плавского района). Уцелевшие и восстановленные рукописи составили корпус текстов «Учение Всемира».
В 1900 году он переехал во Францию и поселился вместе со своей дочерью от Нарышкиной — Луизой в Больё-сюр-Мер, недалеко от Ниццы, где и скончался 24 марта 1903 года от воспаления легких. Был похоронен на местном кладбище. В 1988 году прах А. В. Кобылина и умершей в 1939 году и похороненной рядом с отцом дочери Луизы был извлечён из могил, у которых закончился оплаченный срок хранения и запечатан в урну, которая до настоящего времени находится в специальном хранилище. 21 сентября 2009 года в рамках Европейских дней сохранения культурного наследия на кладбище в Больё-сюр-Мер состоялось открытие мемориальной доски, которая должна закрыть ячейку колумбария. где покоятся останки Сухово-Кобылина.

## Семья
- Отец: Василий Александрович Сухово-Кобылин (1784—1873) — участник походов и генеральных сражений русской армии с наполеоновской армией
- Мать: Мария Ивановна Сухово-Кобылина, урождённая Шепелева (1789—1862)
- Брат: Иван (1821)[14].
- Сёстры:
  - Елизавета Васильевна Салиас-де-Турнемир (1815—1892) — писательница, хозяйка литературного салона.
  - Софья Васильевна Сухово-Кобылина (1825—1867) — художница
  - Евдокия Васильевна Петрово-Соловово
- Дочь: Луиза, родилась 3 июня 1851 года в Париже (мать — Надежда Нарышкина), названа в память о погибшей француженке Луизе Симон-Деманш; носила фамилию Вебер, после официального признания отцовства — Сухово-Кобылина, в замужестве де Фальтан[15]
- Первая жена: француженка Мари де Буглон из старинного французского рода, венчание состоялось в августе 1859 года в Париже; весной 1860 года заболела туберкулёзом, скончалась 26 октября 1860 года по дороге во Францию на ямской станции в Вилькомире; похоронена во Франции[16]
- Вторая жена: англичанка Эмилия Смит, венчание состоялось в 1867 году; в середине января 1868 года, находясь в России, простудилась и 27 января скончалась; похоронена рядом с Луизой Симон-Деманш[17]

## Характеристика творчества

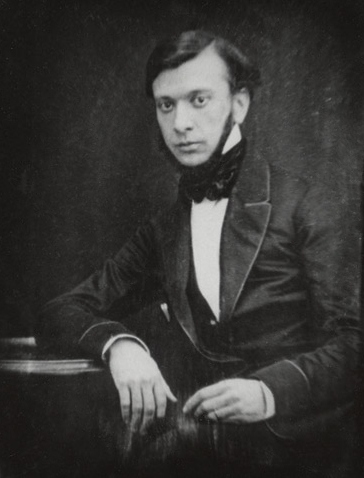
А. В. Сухово-Кобылин в 1850-е годы.

«Авторство (или творчество) есть способность развить в себе напряженность, переполненность, избыток электричества, заряд; этот заряд превратить в представление или мысль; мысль излить на бумагу <…> и такой общественный акт духа сдать в кассу Человечества», — писал А. В. Сухово-Кобылин. Трагические обстоятельства личной жизни создали этот «избыток электричества, заряд», необходимый для творчества.
Единство авторской мысли и последовательность выражения им своих чувств объединяют три его пьесы, разнородные по их жанровым особенностям, в драматический цикл — трилогию  «Картины прошедшего».
Первая часть трилогии — комедия «Свадьба Кречинского» писалась в то время, когда А. В. Сухово-Кобылин был обвинён в убийстве и находился под арестом. В ней сказалось своеобразие его литературных симпатий и интересов, увлечение Н. В. Гоголем. В качестве сюжета был выбран ходивший в московском обществе рассказ о светском шулере, который получил у ростовщика большую сумму под залог фальшивого солитера. Как бы сами собою создались у Сухово-Кобылина такие яркие фигуры, которые сделали ничтожный анекдот основанием одной из самых сценичных пьес русского репертуара. В это время, в Москве, а затем и в Петербурге с огромным успехом была исполнена комедия Островского «Не в свои сани не садись». Сюжет и проблематика пьес Островского и Сухово-Кобылина очень сходны. Показав обеднение и деградацию дворянства, показав нравственное превосходство патриархальных провинциалов над развращённым светской жизнью столичным дворянством, писатели с симпатией относились к разным слоям общества: так, если Островский с глубокой симпатией рисовал купечество, в своих нравственных понятиях сохранявшее традиции крестьянства, то для Сухово-Кобылина «естественный», неиспорченный человек — провинциальный помещик, рачительный хозяин. Более того, в пьесе Сухово-Кобылина цинизм дворянина вступает в своеобразное соревнование с хищничеством «именитых», уважаемых в обществе купцов.
Как отмечал Д. П. Святополк-Мирский, было только два драматурга, приближавшихся к Островскому, если не по количеству, то по качеству своих произведений, и это были Сухово-Кобылин и Писемский. Он отмечал, что «Свадьба Кречинского» по известности своего текста могла соперничать с «Горем от ума» и с «Ревизором»; как комедия интриги она не имела соперниц на русском языке, за исключением «Ревизора», а характеры обоих мошенников, Кречинского и Расплюева, принадлежали к самым запоминающимся во всей портретной галерее русской литературы. Язык пьесы — сочный, меткий, афористичный; крылатые словечки персонажей комедии прочно вошли в обиходную, разговорную речь.
«Свадьба Кречинского» была продолжена пьесами «Дело» (1861) и «Смерть Тарелкина» (1869), в которых были усилены мрачный драматический гротеск и сатирическое звучание. Драма «Дело» резко отличается от «Свадьбы Кречинского» своим содержанием и жанровыми особенностями, однако развивает идеи первой пьесы. В центре внимания — всё те же волновавшие автора в первой комедии проблемы — рост хищничества в обществе, растлевающая всех алчная погоня за деньгами, разорение дворянства, бессилие честных патриархальных дворян отстоять себя от посягательств хищников и защитить свою правду и свои права. Здесь А. В. Сухово-Кобылин уже выступает как обличитель государственной системы современного общества; носителем зла, хищничества и обмана показывается государственная бюрократическая машина, которая выступает как «обидчик», творящий беззакония. Писатель указывал, что зло творится всей бюрократической системой, в которой отдельные лица — «начальства», «силы», «подчинённости», «колеса, шкивы и шестерни» — действуют соответственно заведенному стереотипу. Не личные качества чиновника имеют определяющее значение, а его место в бюрократической машине.
В пьесе «Дело» ярко обнаружилось следование писателя художественной системе Гоголя: памфлетная заостренность, сгущенность красок в изображении чиновников. Наделение персонажей схожими фамилиями (Ибисов и Чибисов; Герц, Шерц и Шмерц) повторяет комический приём, использованный автором «Ревизора» (Бобчинский и Добчинский).
Постановка на сцене пьесы «Дело» долго встречала цензурные препятствия. Она была запрещена к постановке из-за резко отрицательного изображения чиновничьего мира. Напечатана впервые она была за границей; в русской же печати она появилась лишь в 1869 году, а в значительно урезанном виде была показана на сцене Александринского театра только в 1882 году.
Весь ход действия в драме «Дело» показывал, что попытки «лояльными» путями, обращаясь из одной в другую бюрократические инстанции, воздействовать на чиновников, разоблачить злоупотребления — безнадежны; и как итог прозвучали знаменательные слова: «…светопреставление уже близко…, а теперь только идёт репетиция».

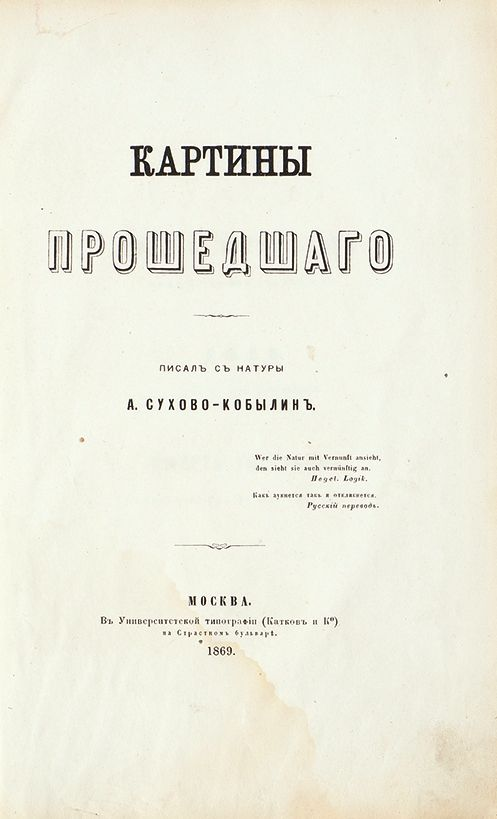
Первое издание трилогии «Картины прошедшего» с двумя эпиграфами от автора (1869)

И в следующей пьесе «Смерть Тарелкина» уже изображается это «светопреставление»; здесь впервые изображается противоречие внутри бюрократического лагеря. Оказывается, сами угнетатели угнетены, создатели зла в мире ненавидят мир за это зло. Все герои этой пьесы равны, но равны не своей человечностью, а своей бесчеловечностью: «людей нет — все демоны», по выражению Тарелкина. В пьесе, названной Сухово-Кобылиным комедией-шуткой, нет положительных персонажей. Зловещий колорит пьесы не смягчает ни одно светлое пятно. «Смерть Тарелкина» была допущена к представлению только осенью 1899 года (под изменённым заглавием: «Расплюевские весёлые дни», и с переделками), но успеха не имела. Полностью трилогия была поставлена лишь в 1917 году Всеволодом Мейерхольдом в Александринском театре.
В 1920-х годах Д. П. Святополк-Мирский писал:

Дело и Смерть Тарелкина совершенно иные по тону. Это сатиры, рассчитанные, по словам самого автора, не на то, чтобы зритель рассмеялся, а на то, чтобы он содрогнулся. Злость этой сатиры такова, что рядом с этими пьесами Салтыков кажется безобидным. <…> Сухово-Кобылин использовал тут метод гротескного преувеличения и неправдоподобного окарикатуриванья, типа того, что применял Гоголь, но гораздо бесстрашнее и яростнее…
— Мирский Д. Сухово-Кобылин, Писемский и малые драматурги. // История русской литературы с древнейших времен до 1925 года
Современный исследователь характеризует творчество Сухово-Кобылина следующим образом:

В самом деле, по малочисленности и значимости опубликованного Сухово-Кобылин сопоставим с Грибоедовым. Правда, «случай Грибоедова» спроектировал как бы всю «правильную» линию русской литературы; «случай Сухово-Кобылина» дал сжатую формулу её «искажений».
Эффект «искажений» достигается, в частности, в результате смешения, совмещения двух текстовых плоскостей — драматического и «гегелевского». В ткань пьес, в диалоги персонажей трилогии вставлены обрывки, фразы, фрагменты переводов гегелевских сочинений; в свою очередь, черновики сухово-кобылинских переводов пестрят автоцитатами пьес; реплики из «Смерти Тарелкина» попадаются особенно часто. Такое «удвоение» гегелевской мысли, параллелизм текстов достигается за счёт невольного изобретения «краплёной речевой карты». Гегель переписан языком кабацким, языком купеческим. В столкновении двух речевых органик — отдельный, самостоятельный конфликт, другая драма, по-своему театральная, фарсовая, очень наглядная. Только герои новой пьесы — речевые структуры, одновременно подчиненные переводчику и выходящие из подчинения.
— Пенская Е. Трактирный Гегель

## А. В. Сухово-Кобылин в искусстве
Жизни и творчеству драматурга посвящён четырёхсерийный художественный телефильм «Дело Сухово-Кобылина» (1991, СССР). Режиссёр — Леонид Пчёлкин, в главной роли — Юрий Беляев.
Выставка к 200-летию А.В. Сухово-Кобылина «Картины прошедшего» была открыта в отделе Государственный литературный музей «Дом-музей А. П. Чехова» (Москва, Садовая-Кудринская, 6, стр.2) с 29 сентября по 3 декабря 2017 г.

## Увековечение памяти

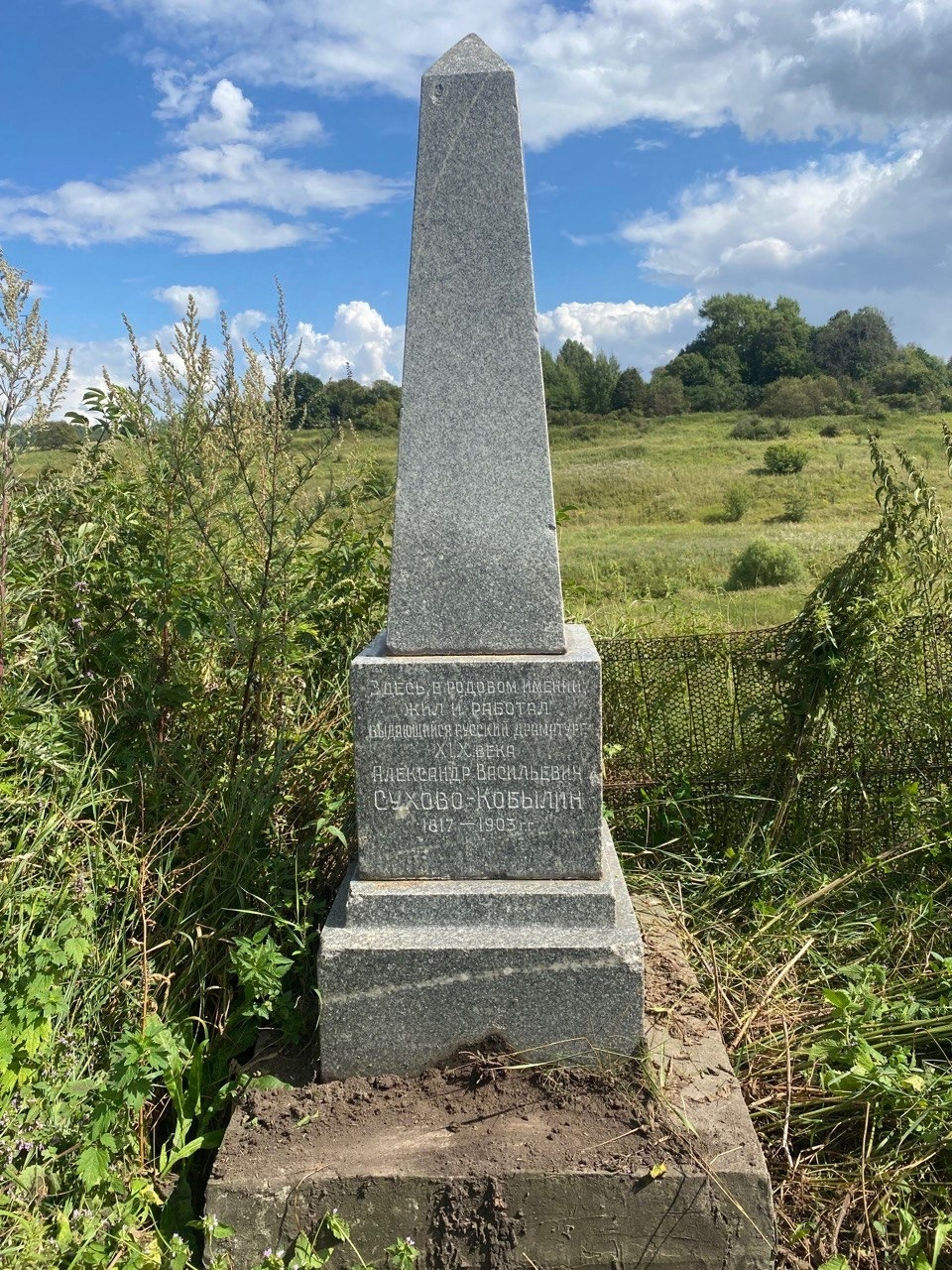
Обелиск Сухово-Кобылину в Кобылинке

- Мемориальная комната в селе Новый Некоуз Ярославской области[23].
- Центральной библиотеке села Новый Некоуз присвоено имя Сухово-Кобылина[24].
- Обелиск в деревне Кобылинка Плавского района Тульской области[25].
- Останки драматурга и его дочери Луизы захоронены в колумбарии кладбища города Больё-сюр-Мер (колумбарий № 2, ячейка № 9)[26].

### Пьесы
- «Картины прошедшего» (трилогия)
  - «Свадьба Кречинского» (1854)
  - «Дело» (1861)
  - «Смерть Тарелкина» (1869)

### Философия
- Учение Всемир: Инженерно-философские озарения / С предисл. ред.-сост. — к.т. н. А. А. Карулина и И. В. Мирзалиса. — М., 1995. — 123, [1] с.: ил. — ISBN 5-88075-005-1.

### Прочее
- Письмо А. В. Сухово-Кобылина Императору Николаю I (1851)
- «Квартет» (драматический памфлет, задумывался как часть «Дела»)
- «Торжественное соглашение батюшки с миром» (драматический памфлет)
- Дневники